# میشل نیوول
میشل نیووِل (انگلیسی: Michelle Newell؛ زادهٔ ۱۸ مهٔ ۱۹۵۱) بازیگر اهل بریتانیا است.
از فیلم‌ها یا برنامه‌های تلویزیونی که وی در آن نقش داشته‌است می‌توان به حرفه‌ای‌ها، خیابان کورونیشن، کلئوپاتراها، مودیلیانی و هرج‌ومرج کوچک اشاره کرد.